# Poecilogale albinucha
Poecilogale albinucha (ласка африканська, афроласка, ласка смугаста) — вид хижих ссавців родини мустелові (Mustelidae), єдиний у роді Poecilogale.

## Поширення
Ареал виду охоплює Південну і Центральну Африку (регіон на південь від пустелі Сахара).

## Опис
Це маленький хижак з довгим тулубом, досить короткими лапами з гострими вигнутими пазурами. Голова невелика, з укороченою мордою, вуха невеликі, очі малі. Хвіст довгий. Череп подовжено яйцюватий (довжина до 5,13 мм), з гострими хижими зубами і довгими іклами. Всього 28 зубів (M2 відсутня).
Хутро коротке гладке (довжиною до 1 см), на хвості довше (до 3 см), ніж на тілі. Підшерсток рідкісний, чорного забарвлення.
У самиці дві пари молочних залоз (1 пахова і 1 черевна). Самці на 35–50% довші і важчі за самиць.
Зверху по голові і шиї йде широка біло-жовта смуга, яка на шиї ділиться на дві лінії, а потім ще на дві. Всього на спині Poecilogale albinucha чотири білувато-жовті і три чорні смуги. Черево, лапи і боки чорні. Хвіст білий. Ширина світлих смуг на спині змінюється залежно від місця проживання — 7–15 мм.
Довжина тіла — 25–36 см, на хвіст припадає 13–23 см, довжина задньої лапи 3,6–4,2 см, довжина вуха до 1,8 см. Вага самця 283–380 г, самиці 230–290 г.

## Спосіб життя
Веде в основному нічний і наземний спосіб життя, добре лазить по деревах. Як сховища використовує нори, які риє сама, або використовує нори гризунів або термітники. Нори риє передніми лапами, а задніми просуває ґрунт. Для відпочинку іноді використовує порожнисті колоди або ущелини в каменях і скелях.
Активна увесь рік і велику частину часу проводить у норі, виходячи з неї тільки на полювання. Під час полювання використовує нюх, а зір лише для просторової орієнтації.
Винюхуючи гризунів, йде уткнувшись носом в землю, вигинаючи при цьому спину, а хвіст несе горизонтально.
Завдяки своєму довгому гнучкому тілу і коротким лапам може переслідувати гризунів прямо в їх норах. Здобич на місці не з'їдає, а відносить до себе у нору. Частину здобичі запасає у нішу, яку облаштовує тут же в норі.
Періанальні залози добре розвинені, секрет яких використовується для захисту від хижаків. При несподіваному переляку африканська ласка може різко підстрибнути вгору, при цьому шерсть на її хвості стає дибки.
При переслідуванні хижаком часто залазить на дерева або в нори, у крайньому випадку стріляє їдким секретом з періанальних залоз (на відстань до 1 м).
Під час сну звірятка згортаються в клубок — мордою до хвоста. Тривалість життя у неволі — до 5–6 років.

## Живлення
В раціон африканської ласки входять дрібні ссавці, землерийки, пташки, рептилії (змії), комахи та їхні личинки.
У добу ласка поїдає до 13% від маси тіла, а самки при вигодовуванні щенят до 25%. Дрібних гризунів і птахів починає поїдати з голови. Шкіра з живота, голови, лап і хвоста великої здобичі не з'їдається.

## Розмноження
Спарювання триває 60–80 хвилин, за добу може бути три спарювання. Самиця народжує один раз на рік. Якщо перший приплід з якихось причин гине, самиця злучається вдруге. Самці у вирощуванні потомства участі не беруть. Якщо гніздо з дитинчатами потривожене, самиця переносить цуценят, тримаючи їх за загривок.
Статеве дозрівання настає у віці близько 8 місяців. Вагітність триває 30–33 дня.
У приплоді зазвичай 2–3 голих сліпих цуценя вагою по 4 г. Очі відкриваються на 7 тижні. Зуби прорізаються до 35 дням.
Лактація триває до 11 тижнів (у цьому віці молодь важить 50 грамів), в 13 тижнів щенята починають пробувати полювати, а повністю самостійними стають у віці 20 тижнів.

## Взаємодія з людиною
Африканська ласка легко приручаються . У неволі самки разом живуть дружно, а от самці постійно конфліктують, часто вбиваючи один одного.
Людина використовує їх для полювання на щурів і мишей. Ласки активно поїдають сарану та їх личинки на сільськогосподарських угіддях.
Може завдавати шкоди, нападаючи на пташники.
Шкіра ласок використовуються місцевими племенами для обробки церемоніальних костюмів або прикрас (зулуси вважають, що носіння виробів зі шкіри африканської ласки приносить удачу), а також у традиційній медицині.

## Охоронний статус
По всьому ареалу численний. Вид внесений до Південноафриканської Червоної Книги як рідкісний вид.